# Die, My Love
Pour plus de détails, voir Fiche technique et Distribution.
Die, My Love est un film américano-britannique écrit et réalisé par Lynne Ramsay et sorti en 2025. Il est présenté en compétition au Festival de Cannes 2025.

## Synopsis
Dans une ville rurale, une jeune mère de famille se bat contre ses démons intérieurs.

## Fiche technique
Sauf indication contraire, les informations mentionnées dans cette section peuvent être confirmées par la base de données cinématographiques IMDb,  présente dans la section « Liens externes ».
- Titre : Die, My Love
- Réalisation : Lynne Ramsay
- Scénario : Lynne Ramsay et Enda Walsh, d'après le roman Crève, mon amour d'Ariana Harwicz
- Musique :
- Direction artistique : Amanda Nicholson
- Décors : Tim Grimes
- Costumes : Catherine George
- Montage : Toni Froschhammer
- Photographie : Seamus McGarvey
- Production : Andrea Calderwood, Justine Ciarrochi, Jennifer Lawrence, Thad Luckinbill, Trent Luckinbill, Martin Scorsese et Molly Smith
  - Production exécutive : Bruce Franklin et Jamin O'Brien
- Sociétés de production : Black Label Media, Excellent Cadaver et Sikelia Productions
- Pays de production :  États-Unis,  Royaume-Uni
- Langue originale : anglais
- Genre : drame, thriller, horreur
- Dates de sortie[1] : Dates sujettes à modification
  - France : 17 mai 2025 (Festival de Cannes)

## Distribution
- Jennifer Lawrence : Grace
- Robert Pattinson : Jackson
- Lakeith Stanfield : Karl
- Sissy Spacek : Pam
- Nick Nolte : Harry
- Sarah Lind : Cheryl
- Debs Howard : Marsha
- Victor Zinck Jr : Tom
- Luke Camilleri : Greg
- Gabrielle Rose : Jen

## Production

### Genèse et développement
En novembre 2022, Lynne Ramsay annonce que son prochain projet sera l'adaptation du roman Crève, mon amour intitulé Die, My Love, le film sera produit par Martin Scorsese.

### Attribution des rôles
Dès l'annonce du projet, Jennifer Lawrence est annoncée dans le rôle principal et également comme productrice du film.
En juillet 2024, c'est au tour de Robert Pattinson de rejoindre la distribution.
Le 13 août 2024, Lakeith Stanfield est également annoncé. Il est rejoint peu après par Sissy Spacek et Nick Nolte.

### Tournage
Le tournage devait débuter en 2023 mais est reporté en 2024 à cause de la grève des scénaristes. Le tournage se déroule finalement d'août à octobre 2024 à Calgary au Canada.

## Distinctions

### Sélections
- Festival de Cannes 2025 : sélection officielle, en compétition pour la Palme d'or[9].